# Ucháč
Ucháč är ett berg i Tjeckien.   Det ligger i regionen Olomouc, i den östra delen av landet, 190 km öster om huvudstaden Prag. Toppen på Ucháč är 1 017 meter över havet, eller 251 meter över den omgivande terrängen. Bredden vid basen är 3,3 km.
Terrängen runt Ucháč är huvudsakligen kuperad.Runt Ucháč är det ganska tätbefolkat, med 60 invånare per kvadratkilometer. Närmaste större samhälle är Šumperk, 15,2 km söder om Ucháč. I omgivningarna runt Ucháč växer i huvudsak blandskog.